# Campylorhynchus albobrunneus
El cucarachero cabeciblanco (Campylorhynchus albobrunneus) es una especie de ave paseriforme de la familia Troglodytidae endémica de Colombia y Panamá.

## Distribución y hábitat
Se encuentra únicamente en Panamá y las regiones costeras de Colombia. Su hábitat natural son los bosques húmedos tropicales, aunque también se encuentra en bosques degradados.